# Anissa Safitria
Anissa Safitria (ur. 6 marca 1999) – indonezyjska zapaśniczka walcząca w stylu wolnym. Brązowa medalistka igrzysk Azji Południowo-Wschodniej w 2023. Srebrna medalistka mistrzostw Azji Południowo-Wschodniej w 2022 roku. 